# Archena
Archena er en by og kommune i det sydøstlige Spanien i Murcia-regionen. Den har et indbyggertal på 20.976 (2024) indbyggere.